# Tryträsket (Töre socken, Norrbotten)
Tryträsket är en sjö i Kalix kommun i Norrbotten och ingår i Kalixälven-Töreälvens kustområde. Sjön har en area på 0,162 kvadratkilometer och ligger 30 meter över havet.

## Delavrinningsområde
Tryträsket ingår i det delavrinningsområde (732974-181449) som SMHI kallar för Mynnar i 732518-181686. Medelhöjden är 35 meter över havet och ytan är 0,99 kvadratkilometer. Det finns inga avrinningsområden uppströms utan avrinningsområdet är högsta punkten. Vattendraget som avvattnar avrinningsområdet har biflödesordning 2, vilket innebär att vattnet flödar genom totalt 2 vattendrag innan det når havet efter 6,3 kilometer. Avrinningsområdet består mestadels av skog (80 procent). Avrinningsområdet har 0,16 kvadratkilometer vattenytor vilket ger det en sjöprocent på 16,2 procent.